# Lynn Gaggioli
Lynn Gaggioli, née Brotzman le 12 septembre 1976, est une coureuse cycliste professionnelle américaine. Elle est mariée au cycliste Roberto Gaggioli.

## Jeunesse et études
Durant l'été 2001, elle rencontre Roberto Gaggioli qui deviendra plus tard son mari.

## Carrière professionnelle
En 2003, au Tour of the Gila, elle est quatrième de la deuxième étape, puis deuxième de l'étape suivante,. Elle perd du temps lors de la quatrième étape et devient cinquième du classement général. Elle termine quatrième de l'ultime étape et cinquième du Tour of the Gila.
Aux championnats des États-Unis sur route, elle termine quatrième au milieu de l'armada T-mobile.
En 2004, Lynn Gaggioli-Brotzman intègre l'équipe T-Mobile. Elle gagne la Valley of the Sun Stage Race.
En 2005, Fin avril, au Tour of the Gila, Lynn Gaggioli est sixième du contre-la-montre de la première étape. Elle est ensuite quatrième de la deuxième étape. Elle est de nouveau quatrième dans la troisième étape, puis cinquième de la dernière étape. Elle finit à la troisième place du classement général,. 
La même année, elle est deuxième des championnats américains sur route.

## Palmarès
- 2004
  - Valley of the Sun Stage Race
- 2005
  - 2e du championnat des États-Unis sur route
  - 3e du Tour of the Gila

## Grands Tours

### Tour d'Italie
Participation en 2005.

## Classement UCI
| Année          | 2003 | 2004 | 2005 |
| Classement UCI | 113e | 206e | 78e  |